# Derek Ibbotson
George Derek Ibbotson MBE (* 17. Juni 1932 in Huddersfield, Yorkshire; † 23. Februar 2017 in Wakefield, Yorkshire and the Humber) war ein britischer Leichtathlet, der in den späten 1950er Jahren erfolgreich war. Er hatte sich auf die Mittel- und Langstrecke – 1 Meile sowie 5000 Meter bzw. 3 Meilen – spezialisiert.

## Karriere
Ibbotson startete für den Verein Longwood Harriers. Er konnte sich mehrmals bei Landesmeisterschaften platzieren:
| Jahr                 | 1955         | 1955*        | 1956         | 1957         | 1961*        | 1962         | 1963        |
| 3 Meilen (min)       | 13:37,0 (2.) | 13:34,6 (1.) | 13:32,6 (1.) | 13:20,8 (1.) | 13:33,6 (1.) | 13:23,4 (3.) |             |
| 2 Meilen Halle (min) |              |              |              |              |              | 8:55,2 (1.)  | 9:00,0 (2.) |

*Inter-Counties Championships
Auf der Jahresweltbestenliste kam er viermal unter die Top Ten:
- 1956: 5000 m (5. mit 13:54,4 min) und 1 Meile (6. mit 3:59,4 min)
- 1957: 1 Meile (1. mit 3:57,2 min)
- 1958: 1 Meile (8. mit 4:00,0 min)

Aus Ibbotsons Karriere ragen vor allem drei Ereignisse heraus:
- Gewinn der Bronzemedaille bei den Olympischen Spielen 1956 in Melbourne: Ibbotson startete über 5000 Meter und qualifizierte sich als Vierter seines Vorlaufs in 14:18,78 min für das Finale. In keinem der drei Vorläufe wurden Zeiten unter 14 Minuten erreicht. Auch im Finale gelang dies nur den drei Erstplatzierten: dem Ukrainer Wolodymyr Kuz, der in der olympischen Rekordzeit von 13:39,86 min die Goldmedaille gewann, Ibbotsons Landsmann Gordon Pirie, der mit deutlichem Abstand in 13:50,58 min auf Platz 2 kam, und schließlich Derek Ibbotson selbst, der in 13:54,16 min als Dritter einlief und Bronze gewann.
- Weltrekord über 1 Meile: Nachdem im Jahr 1954 der Brite Roger Bannister als erster Mensch der Erde die Meile in weniger als vier Minuten zurückgelegt hatte, wurde schlagartig eine Vielzahl an Läufern von dem Ehrgeiz gepackt, ebenfalls eine so genannte “Traummeile” zu laufen. Im Jahr 1956, als der Weltrekord bereits bei 3:58,0 min stand (aufgestellt von dem Australier John Landy am 21. Juni 1954), gelang dieses Kunststück gleich sechs Läufern, darunter auch Derek Ibbotson, der 3:59,4 min erzielte. Ein Jahr später, am 19. Juli in London, schlug dann seine Stunde: In 3:57,2 min löste er nicht nur John Landy als Weltrekordler ab, sondern zog mit Ron Delany, Stanislav Jungwirth und Kenneth Wood noch drei weitere Läufer mit, die allesamt unter vier Minuten blieben. Ibbotson durfte sich ein volles Jahr lang seiner Leistung erfreuen, ehe der Australier Herb Elliott am 7. August 1958 in Dublin den Weltrekord auf 3:54,5 Min. drückte.
- Weltrekord über 4-mal 1 Meile in 16:30,6 min, gelaufen am 27. September 1958 bei einem Länderkampf Großbritannien gegen Finnland.

Ansonsten war Ibbotson ein ausgesprochen glückloser Läufer. Für die Europameisterschaften 1958 in Stockholm und 1962 in Budapest konnte er sich nicht qualifizieren, und bei den British Empire and Commonwealth Games 1958 in Cardiff und 1962 in Perth, wo er über die 3-Meilen-Distanz an den Start ging, kam er über Achtungserfolge (Plätze 10 und 8) nicht hinaus. Dennoch war er bis weit in die 1960er Jahre hinein aktiv.
2008 wurde er von der Königin als Member in den Order of the British Empire aufgenommen und 2011 in die England Athletics Hall of Fame aufgenommen. Die letzten Jahre seines Lebens litt er an Demenz und lebte in einem Pflegeheim in Lupset, einem Ortsteil von Wakefield. Dort verstarb Derek Ibbotson am 23. Februar 2017 im Alter von 84 Jahren.